# 高仁乡
高仁乡，是中华人民共和国宁夏回族自治区石嘴山市平罗县下辖的一个乡镇级行政单位。

## 行政区划
高仁乡下辖以下地区：
八顷村、高仁村、六顷地村和东沙村。